# 清风房车
清风房车（英語：Airstream）是美国拖挂式房车品牌，以铝制的“银色子弹”外形为特色。

## 简介
清风于1920年代末开始生产房车，1931年在加利福利亚州卡尔弗城开设工厂，1936年推出了标志性的Clipper车型，采用裸露铆钉的全铝制车壳。1952年，清风房车将工厂从加州搬到俄亥俄州一座名为杰克逊中心的村庄，利用当地废弃火箭筒弹药工厂作为厂房。二战后，随着美国公路系统的扩张、经济的繁荣外加清风房车在好莱坞电影中频频出镜，这款房车也随之成为了美国式公路旅行的象征之一。
在阿波罗计划的载人登月任务中，因担心返回地球的宇航员会带回月球上的病菌，NASA使用清风房车作为宇航员的隔离设施。其中用于阿波罗11号隔离的清风房车在华盛顿特区附近的史蒂文·乌德沃尔哈齐中心展出，用于阿波罗12号隔离的清风房车在阿拉巴马州的美国太空和火箭中心展出，阿波罗13号未能登上月球，其对应的清风房车之后遗失，用于阿波罗14号隔离的清风房车在加州大黄蜂号航空母舰海、空暨太空博物馆展出。

## 图片集

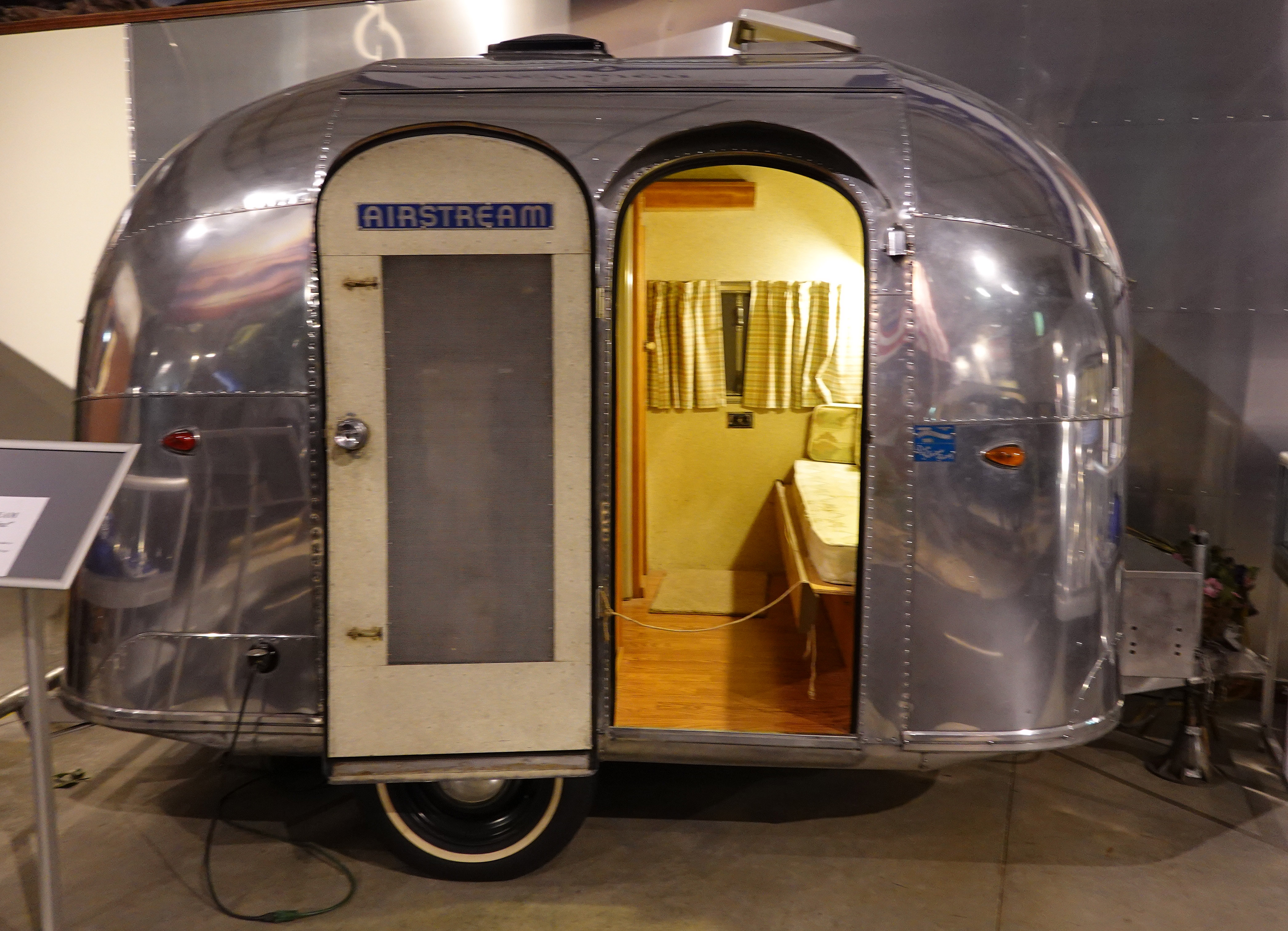
产于1958年的一辆原型车
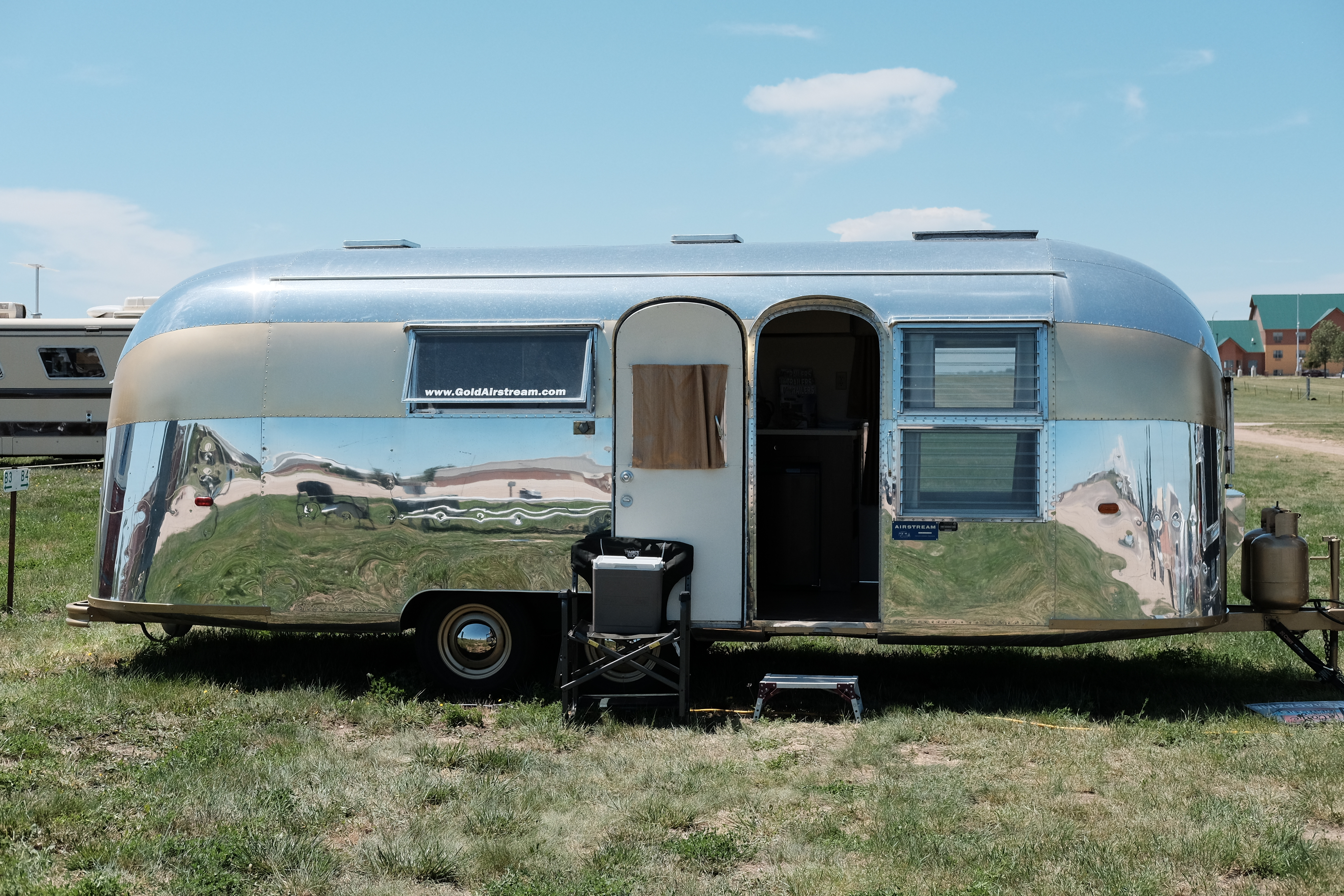
产于1962年的一辆定制车
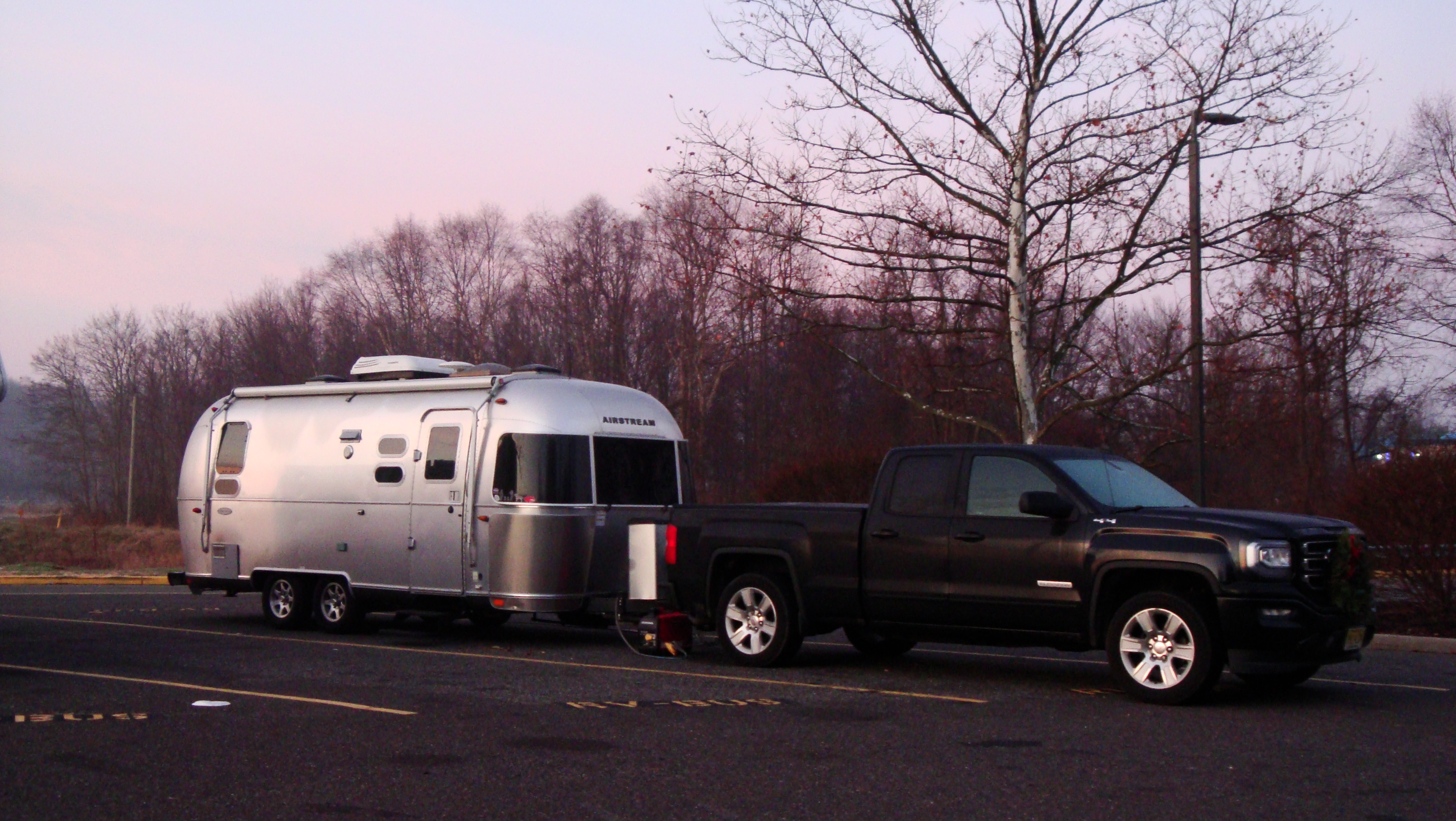
2016款车
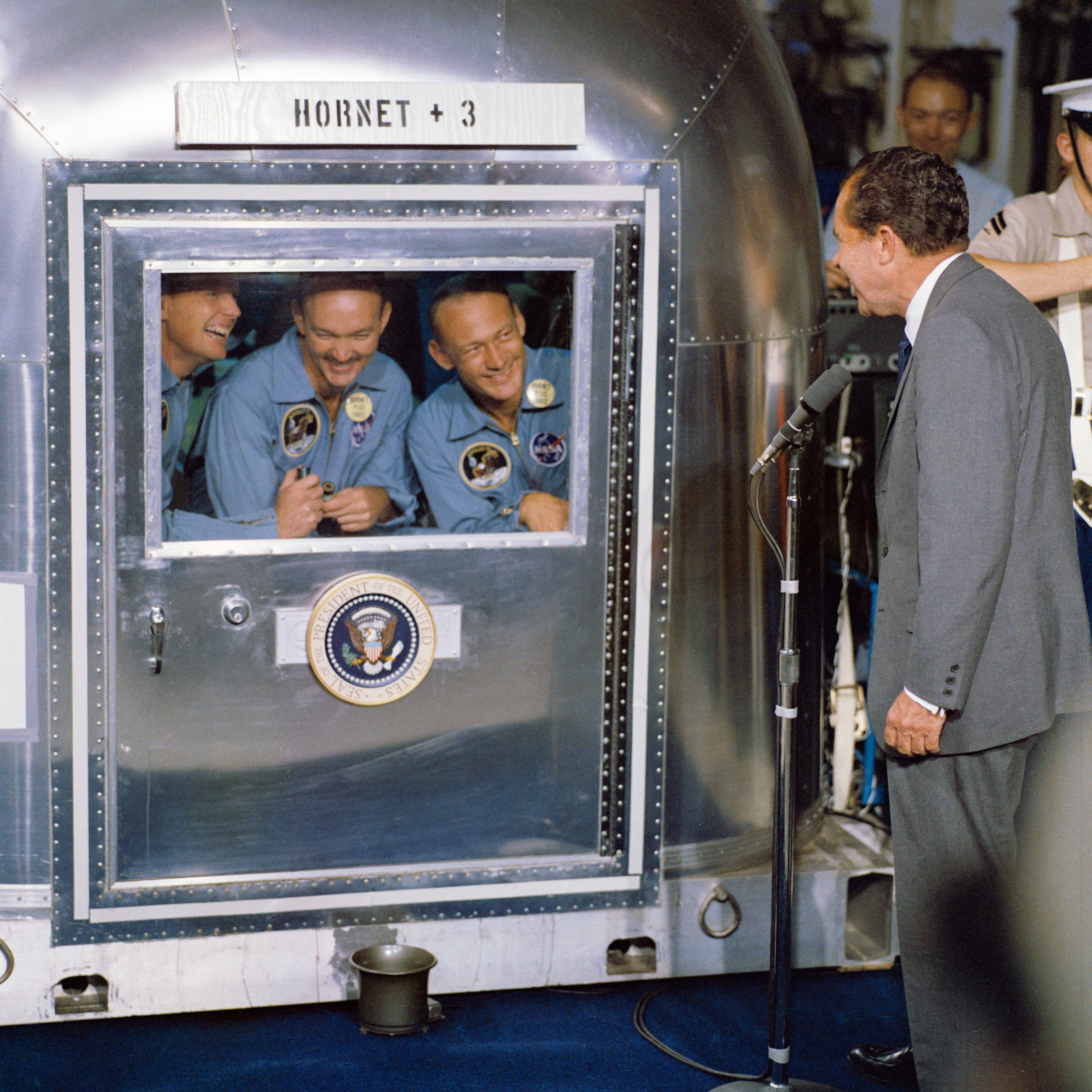
1969年，尼克松总统和在清风房车中隔离的阿波罗11号宇航员
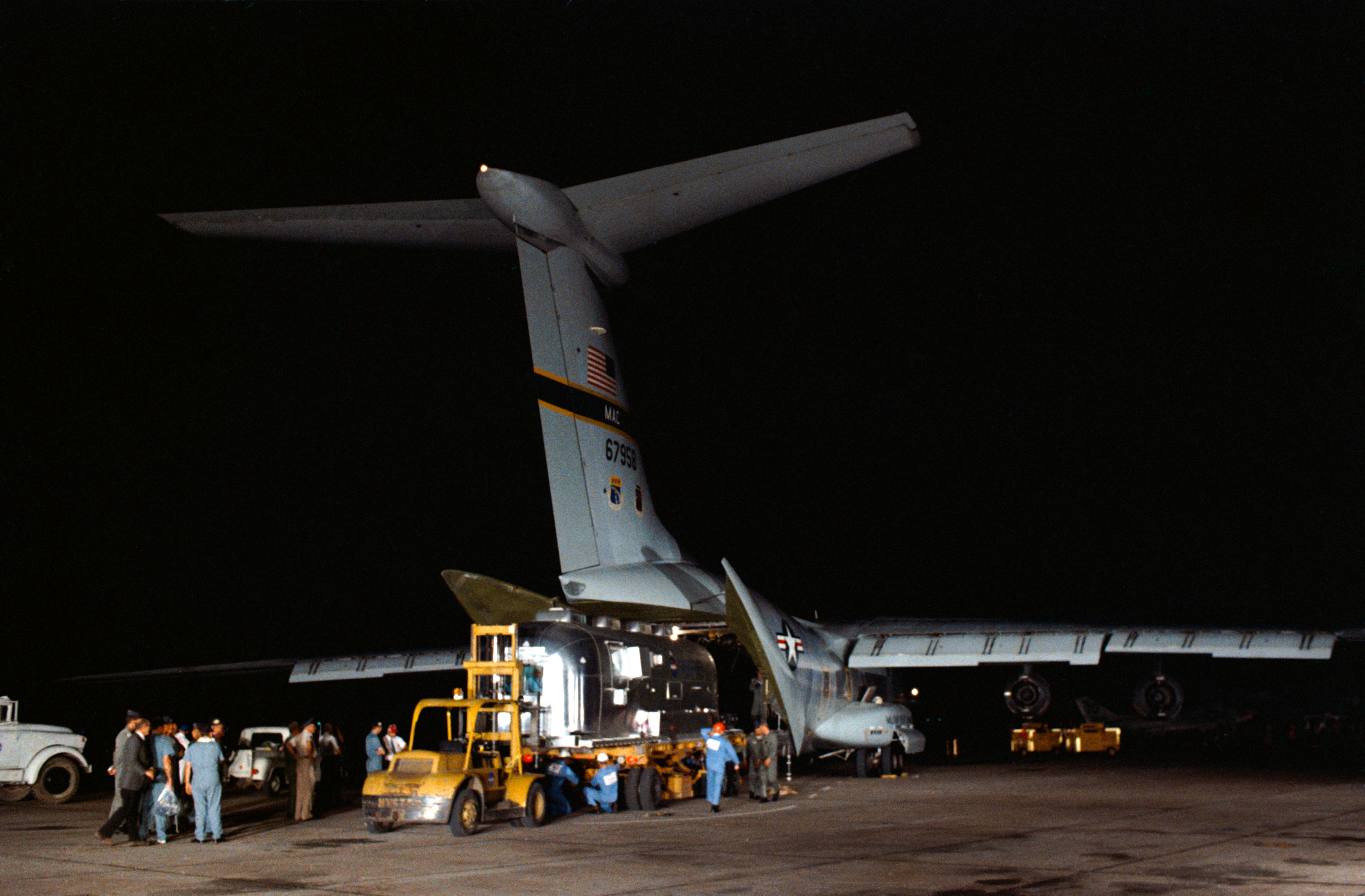
1969年，住有阿波罗11号宇航员的隔离房车从C-141运输机上卸下